# هوهن‌روپرسدورف
هوهن‌روپرسدورف (به آلمانی: Hohenruppersdorf) یک منطقهٔ مسکونی در اتریش است که در ناحیه گنزرندورف واقع شده‌است. هوهن‌روپرسدورف ۹۳۶ نفر جمعیت دارد.